# Ricardo Echeverría Vergara
Ricardo Echeverría Vergara   (Antofagasta, 31 de maig de 1918 - Angol, 15 d'agost de 1988) va ser un genet xilè que va competir durant la dècada de 1950.
El 1952 va prendre part en els Jocs Olímpics d'Estiu de Londres, on va disputar dues proves del programa d'hípica. En el concurs de salts per equips guanyà la medalla de plata, mentre en el concurs de salts individual fou vint-i-vuitè. Muntà el cavall Lindo Peal.
En el seu palmarès també destaquen dues medalles als Jocs Panamericans de 1951, una d'or i una de bronze.